# La Chapelle-des-Buis
Ne doit pas être confondu avec Chapelle-des-Bois.

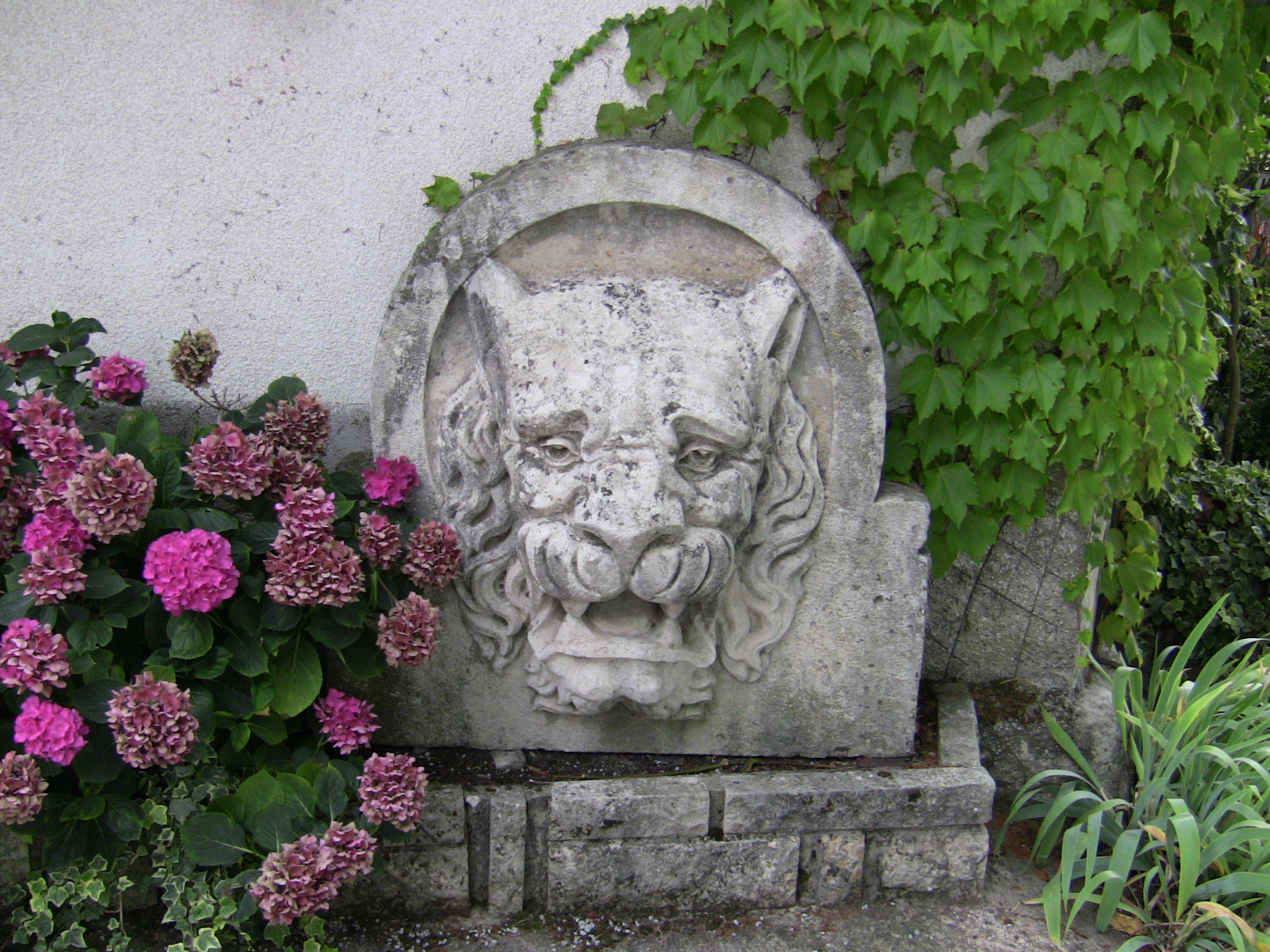
Une des nombreuses statues jalonnant les rues du secteur

La Chapelle des Buis est un hameau situé au sud de Besançon, à cheval sur trois communes. La partie bisontine est administrativement rattachée au quartier de La Boucle. Établi sur une crête au-dessus de la colline Saint-Étienne, le secteur a été une voie de passage fréquentée, un site militaire stratégique. Il est devenu un haut-lieu spirituel, et un espace environnemental exceptionnel. La Chapelle des Buis, malgré son isolement et sa démographie réduite, jouit d'un riche patrimoine environnemental et architectural, avec son épaisse forêt, ses lieux de culte et ses innombrables statues.

## Géographie
Au Sud de Besançon, au-dessus de la colline Saint-Étienne, une crête rocheuse voisinant les 500 mètres d'altitude s'étend entre Morre et Fontain. Au milieu de cette arête, une légère dépression forme un col entre le vallon des Mercureaux et la pente bisontine. Un second plissement parallèle ferme le vallon des Mercureaux, vers le Sud et une plaine qui descend vers Morre.
Le buis qui couvre la crête et l'oratoire marial puis la chapelle établis au col ont donné le nom au site.
Le hameau de la Chapelle des Buis s'est constitué autour de la chapelle de part et d'autre de la crête, sur chacune des pentes.
Le versant Nord, côté Besançon, est entièrement sur cette commune. Fontain et Morre se partagent l'autre versant.
Le quartier bisontin est proche des villages de Montfaucon, Fontain, Morre, et La Vèze et limitrophe des quartiers de Velotte, de Rivotte et du Centre-ville de Besançon, faisant partie du canton de Besançon-Sud. La hauteur du site offre des panoramas exceptionnels sur la ville et ses environs. Le toponyme « Chapelle des Buis » existe depuis au moins 1780 comme en témoigne une carte de Cassini, et serait le mot-valise de la chapelle lié à la végétation luxuriante essentiellement composée de buis.

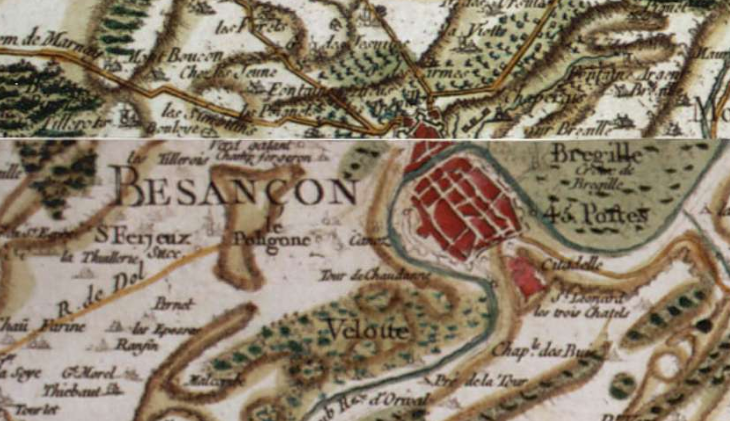
Carte de Cassini de la Chapelle des Buis (1780).
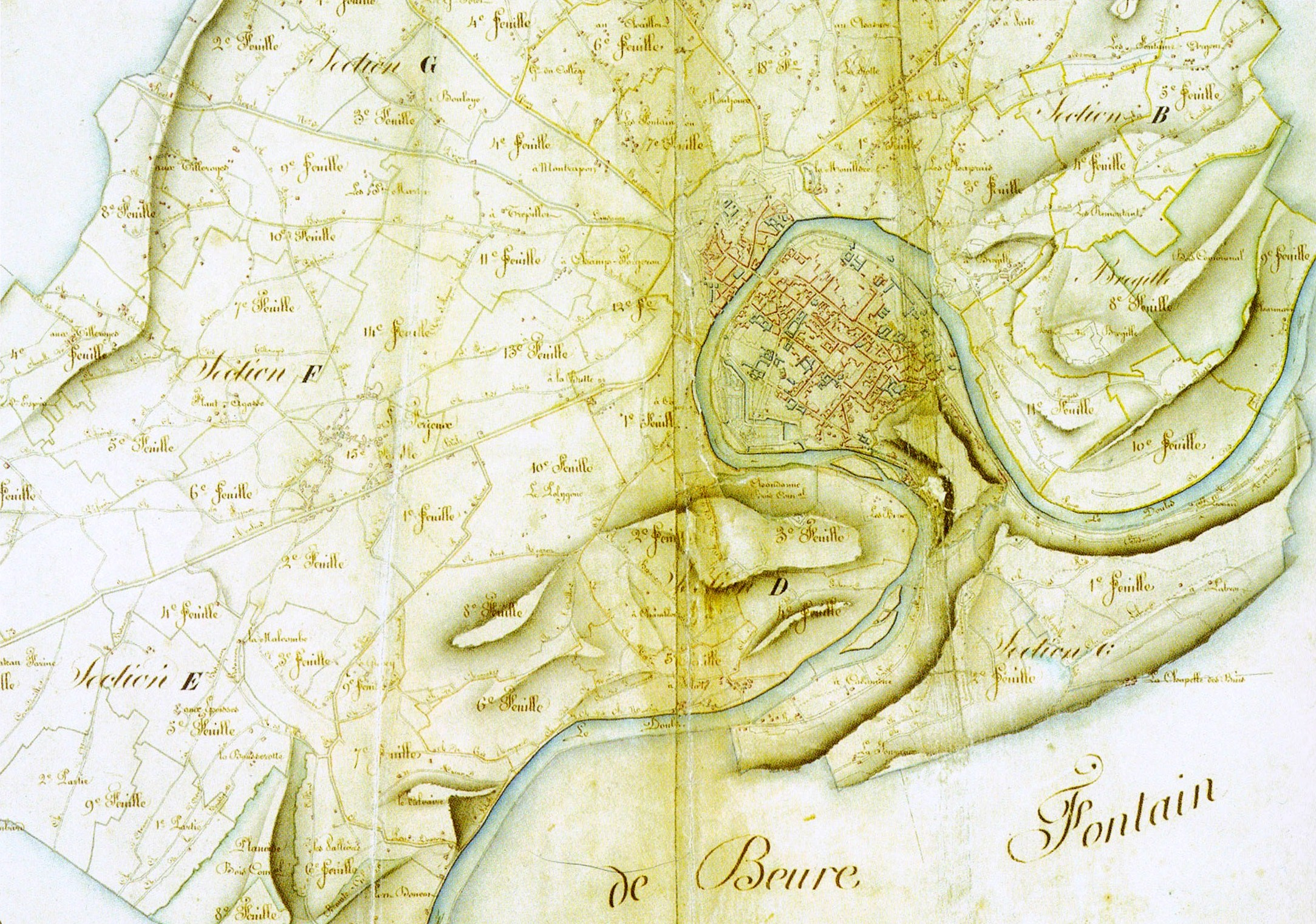
Cadastres de Besançon de 1834.

### Transport
La ligne 23 du réseau de transport en commun Ginko dessert le secteur.

## Histoire

### Histoire générale
Les premières traces de vies remontent au moins à l'époque romaine, une route de cette période qui devait sûrement relier Besançon à Salins-les-Bains est encore visible. Cependant, si la voie est romaine, les traces, profondément creusées, sont dues aux roues cerclées de fer en usage au Moyen Âge. Il est possible qu'un temple à Mercure, dieu romain du commerce et des voyageurs, ait été édifié le long de la voie, qui aurait laissé son nom au ruisseau des Mercureaux qui coule vers Beure.
La présence religieuse sur le site daterait du Ve siècle. Un ermite aurait vécu au bord du Doubs en amont de l'actuelle Porte taillée, l'endroit à cette époque est isolé, peu accessible et propice à cet état de vie. Le personnage a laissé son nom aux grottes Saint-Léonard. Un ermitage datant du XIVe siècle est attesté (il fut rattaché aux bénédictins de Saint-Vincent), mais il ne reste malheureusement rien de cet édifice.
Durant la période médiévale, la Chapelle des Buis, endroit qui ne porte pas encore ce nom, passe du contrôle de la commune libre de Besançon à la tutelle des seigneurs de Montfaucon et d'Arguel. Les cartes anciennes attestent l'extension progressive de la juridiction bisontine jusqu'aux limites actuelles. Les fermes de La Bro et de la Jourande apparaissent sur les documents dès le XVIe siècle.
La Chapelle des Buis est alors une voie de passage importante. En attestent les traces laissées dans la pierre par les roues des convois. La rive gauche du Doubs est peu propice à la circulation et contrôlée par les seigneurs environnants. Les plateaux du Jura possèdent de bonnes voies de communication. Mais l'accès à Besançon est raide, la voie la plus aisée étant par le petit col de la Chapelle des Buis.
Cependant, à la demande des vignerons de Morre, le verrou rocheux qui clôt le Quartier Rivotte est taillé et une route est réalisée pour rejoindre les plateaux jurassiens. La pente, moins raide qu'aux Buis, facilitera la circulation de convois plus lourds. La percée du Trou-aux-Loup, dans un second temps, renforcera ce déplacement de trafic. Le passage par la Chapelle des Buis connait alors un déclin. De voie de passage, le lieu devient une destination de détente.
Il faudra attendre le XVIIe siècle pour voir la première construction religieuse : la Chapelle des Buis.
Officiellement, le secteur est un lieu-dit, mais il est géré administrativement par trois communes: la ville de Besançon et les communes de Fontain et de Morre. Le patrimoine ornemental de ce petit secteur est très riche, un grand nombre de statues jalonne la route principale. Une anecdote rapporte qu'un ermite, ancien missionnaire témoin de Jéhovah, surnommé l'ermite de la citadelle vivait dans le secteur. Après qu'un incendie eut ravagé son ermitage, un incroyable élan de générosité de la part des bisontins permit à cet homme de reprendre sa vie d'antan, ce dernier précisant lors d'une interview (dans les années 1950) qu'il vivait en tant qu'ermite depuis déjà 16 ans.

### La Révolution française
La Constitution civile du clergé, adoptée le 12 juillet 1790 et ratifiée par le roi le 26 décembre 1790, transforme les membres du clergé en fonctionnaires salariés par l’État. Les membres du clergé séculier sont désormais élus et doivent prêter un serment de fidélité à la Nation, à la Loi et au Roi. Suivant une tradition gallicane bien ancrée dans une partie de la bourgeoisie, ainsi qu'une partie de l'héritage des Lumières favorable à la laïcisation de la société, les députés n'ont pas demandé au pape son avis sur les réformes du clergé catholique. Les premiers clercs commencent à prêter serment sans attendre l'avis du souverain pontife. Mais, dès mars 1791, le pape Pie VI condamne toutes ces réformes visant l’Église de France. La Constituante a divisé la population en deux camps antagonistes. On compte environ 65 % d’ecclésiastiques non jureurs ou réfractaires dans toute la France. À Besançon, une maison bourgeoise du centre-ville et une autre de la Chapelle des Buis accueillaient secrètement le culte. On estime qu'un tiers des 2 000 prêtres franc-comtois vont devenir jureurs tandis que les autres seraient réfractaires.
Plusieurs écrits nous renseignent sur cette époque : « Déjà la Révolution commençait à frapper ses premiers coups en abaissant la puissance du roi et en outrageant le clergé. Déjà on pressentait qu'une catastrophe immense et terrible, une lutte acharnée de l'anarchie contre la société, de l'impiété contre la vertu allait arriver. On sentait que la philosophie impure du XVIIIe siècle allait porter ses fruits. La famille de Jean Baptiste en trembla, elle dont tous les membres auraient volontiers donné leur sang jusqu'à la dernière goutte pour la défense de son roi. Lorsque les églises furent fermées et que le culte fut prohibé, on vit alors le vieux Jean Baptiste, bravant l'échafaud et les infirmités de la vieillesse, âgé de 85 ans, aller chaque dimanche avec ses enfants à Besançon entendre pieusement la messe qui se disait secrètement dans une maison bourgeoise. Plus d'une fois cependant, ils eurent la consolation de l'entendre dans leur hameau où l'on avait disposé d'une chambre à cet effet. Un jour un prêtre intrus installé à Morre, leur paroisse, connaissant tout l'influence que sa famille pouvait lui donner à lui, vint en prier les membres de connaître son autorité, et d'assister à ses offices. Le vieux Jean Baptiste lui répondit sèchement qu'ils n'assisteraient jamais à la messe d'un schismatique. Le pauvre intrus s'en retourna fort désappointé. Dieu enfin, jetant les yeux sur la France, fit cesser la Révolution et renaître son culte et Jean Baptiste eut la consolation avant de mourir de voir les églises rendues à la piété du peuple. »

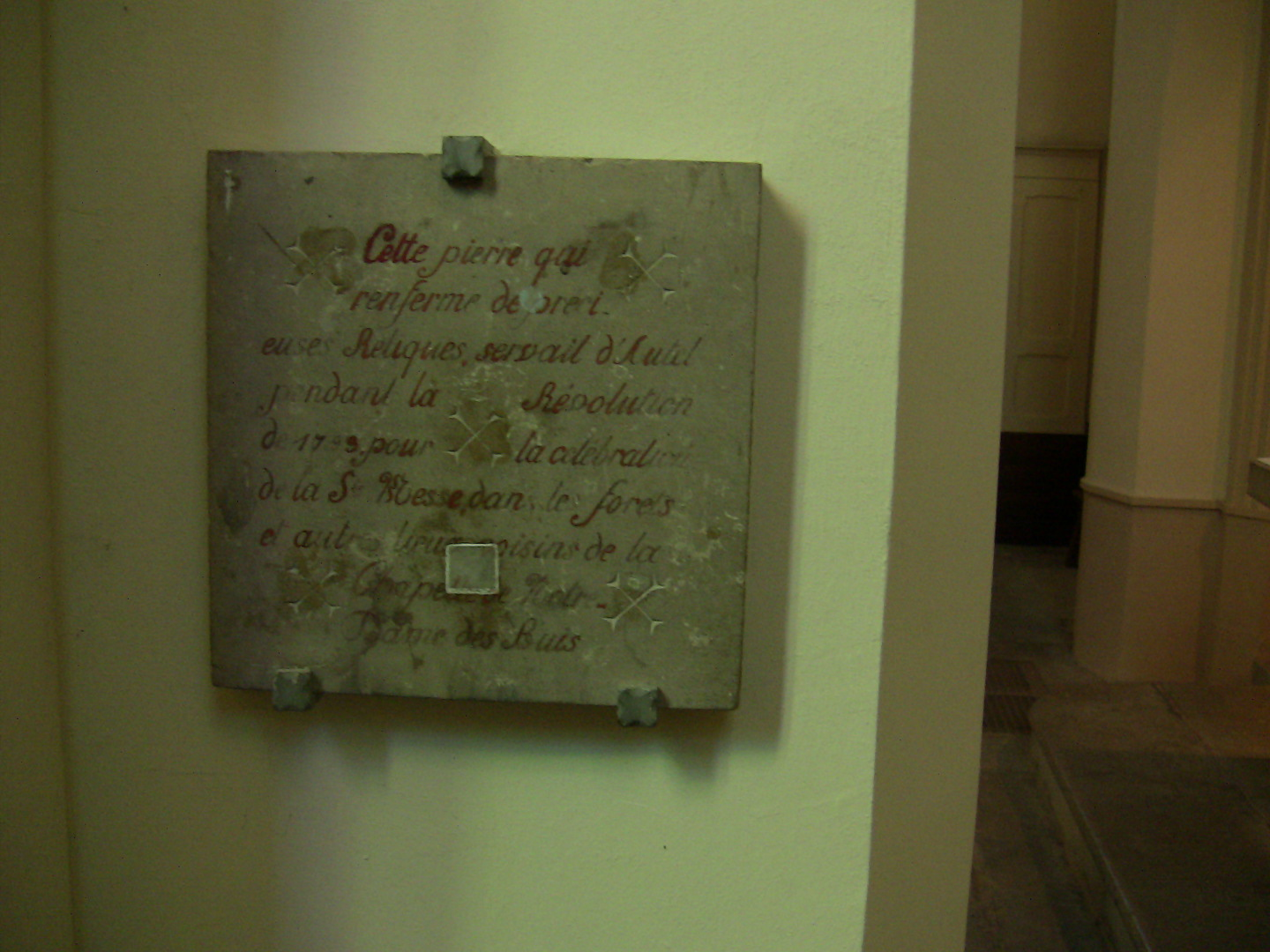
La plaque de la chapelle des Buis. Il est marqué Cette pierre qui renferme de précieuses reliques servait d'autel pendant la Révolution de 1793 pour la célébration de la Sainte Messe.

Dans le secteur de la Chapelle des Buis, devenu un véritable repaire de contre-révolutionnaires, deux familles, les Pinard et les Jeannin, étaient particulièrement connues d'après le livre de Gaston Coindre Mon vieux Besançon pour « la simplicité de leurs mœurs et la ferveur de leurs pratiques. On observait dans ces temps-là qu'en cet édifiant hameau, si les étrangers s'oubliaient en jurons ou blasphèmes, ils étaient repris par l'injonction sévère : ici on ne jure pas! » Toujours dans cet ouvrage, Constant Pinard évoque, en parlant du chef de famille des Jeannin : « Aussi, rien n'arrêtait son zèle, et prenant tout le temps que dura la terreur, il cacha les prêtres, s'exposant ainsi aux plus grands dangers et à la mort même pour la défense de sa foi. Une chambre servait de chapelle. On improvisait un autel et les saints mystères étaient célébrés. Les ornements et les vases sacrés étaient soigneusement cachés dans des armoires secrètes. Cependant, le mal augmentait encore et Jean Antoine Jeannin avait un oncle curé à Chemaudin qui fut arrêté pour être livré au bourreau. Conduit par la gendarmerie de Saint-Vit qui l'amenait à Besançon pour y être décapité, il fut arrêté en chemin par la population qui s'était levée en masse. Remplie de foi et aimant ses prêtres, elle conçut l'audacieux projet d'enlever celui-ci. Jean Antoine ayant été averti y courut en compagnie de Jean Joseph Pinard et de trois autres personnes de Fontain. Les gendarmes au nombre de dix, armés jusqu'aux dents, étaient décidés à se défendre vaillamment. Il s'agissait de l'enlever sans se laisser prendre ni tuer personne. Les paysans, au nombre de deux ou trois cents, sans armes, s'élancèrent en masse sur les gendarmes qui dégainèrent et coupèrent le bras au premier qui les arrêta, plusieurs autres furent blessés, mais le prêtre fut enlevé et alors chacun se sauva, sans qu'il fut possible aux gendarmes d'en arrêter un seul. Le lendemain, une batterie d'artillerie vint cerner le village de Chemaudin. On fit une expertise et on conduisit en prison tous les blessés, étant assurés qu'ils avaient appartenu à la troupe. Mais ils y restèrent peu de temps et une petite somme d'argent suffit pour les délivrer. »
L'existence d'un lieu de culte clandestin est confirmée par Gaston Coindre, se référant aux souvenirs de l'abbé Lambert, « ancien aumônier de la duchesse d'Orléans », qui fut accueilli dans « la maison hospitalière des Jeannin. » Il en dit : « C'est un refuge ouvert à tous les honnêtes malheureux... J'occupai une chambre souterraine et une salle contiguë me servait de chapelle... D'autres hôtes de distinction avaient trouvé sur la montagne un refuge et la sécurité en la patriarcale demeure des Jeannin, plusieurs religieuses eurent la joie d'assister à la messe des bons prêtres dans la crypte que la disposition du terrain a conservée. » Un descendant des Jeannin alors évêque missionnaire au Viêt Nam écrit en 1936 qu'on lui montrait un local qui avait servi pour les célébrations clandestines. Une plaque en pierre, conservée dans la chapelle de Notre-Dame des Buis, prouve l'existence d'un autre lieu de culte caché dans le secteur. Constant Pinard fait référence à cette plaque à propos d'un curé de Fontain réfractaire : « On lui avait creusé une espèce de grotte dans une forêt à une demi-lieue du village et c'est là qu'il se cachait. On y entrait par une trappe recouverte de mousse. Un rocher voisin servait d'autel pour la célébration des saints mystères. » François Constant, le frère aîné de Constant, raconte plus précisément : « En partant de l'angle sud-ouest de la maison de  ferme Ruroye et en mesurant sur un plan incliné jusqu'au fossé de la forêt, une ligne d'environ cent soixante dix mètres, et, de là, prendre une ligne droite de quarante mètres en montant le bois, on arrive sûrement au rocher. » Actuellement, cette cache n'a toujours pas été retrouvée.

## Monuments et lieux intéressants
Le secteur de la Chapelle des Buis compte plusieurs sites ou monuments remarquables : parmi eux, l'ancienne voie romaine, la grotte Saint-Léonard, ainsi que deux points de vue. On peut également citer les deux églises, Notre-Dame des Buis ainsi que le Monument de la Libération. Un ancien fort, le fort des buis ouest est actuellement est très mauvais état, mais fait partie intégrante du patrimoine du site, de même que le fort des Trois Châtels et le fort Tousey.

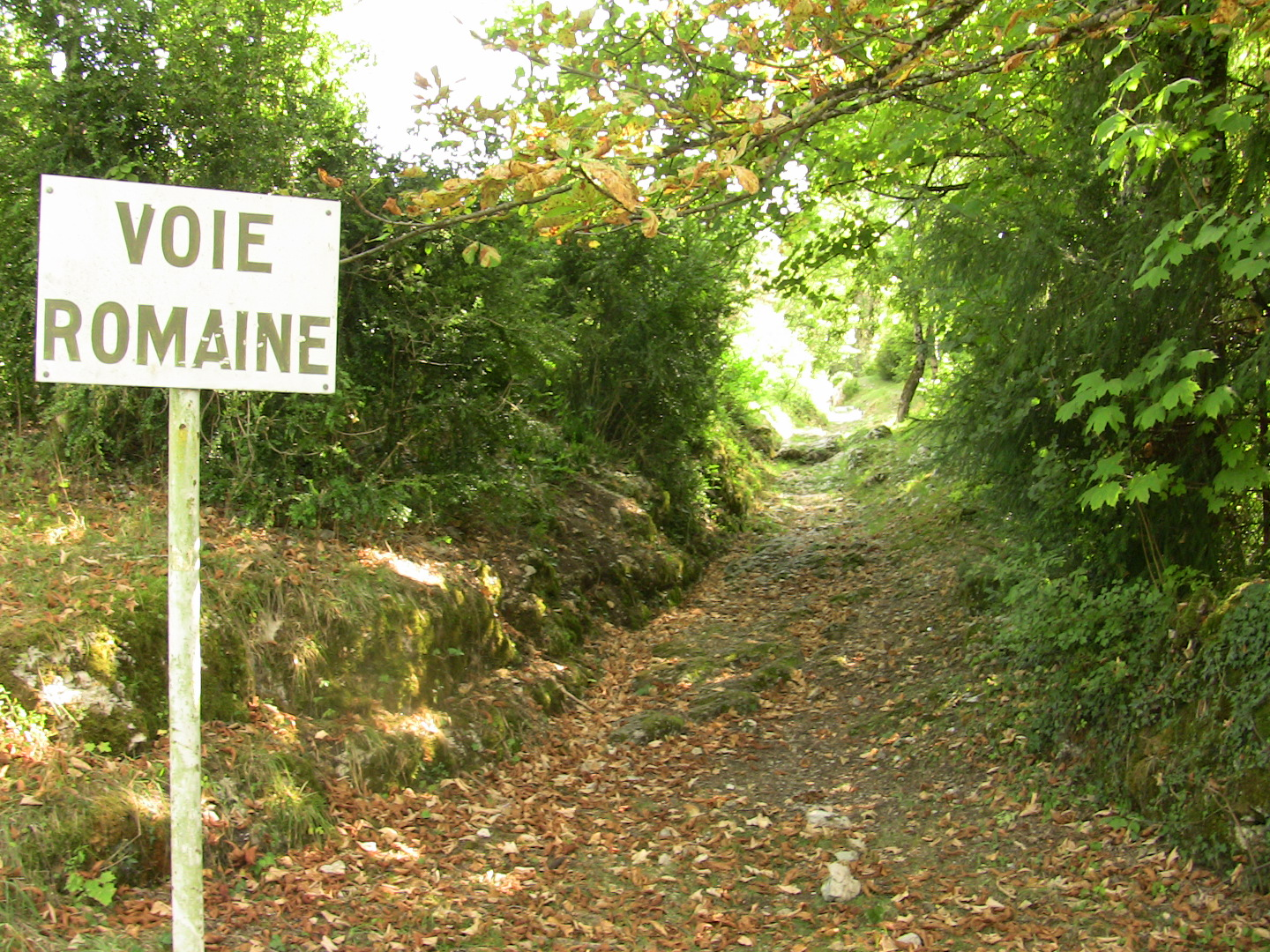
La voie Romaine.
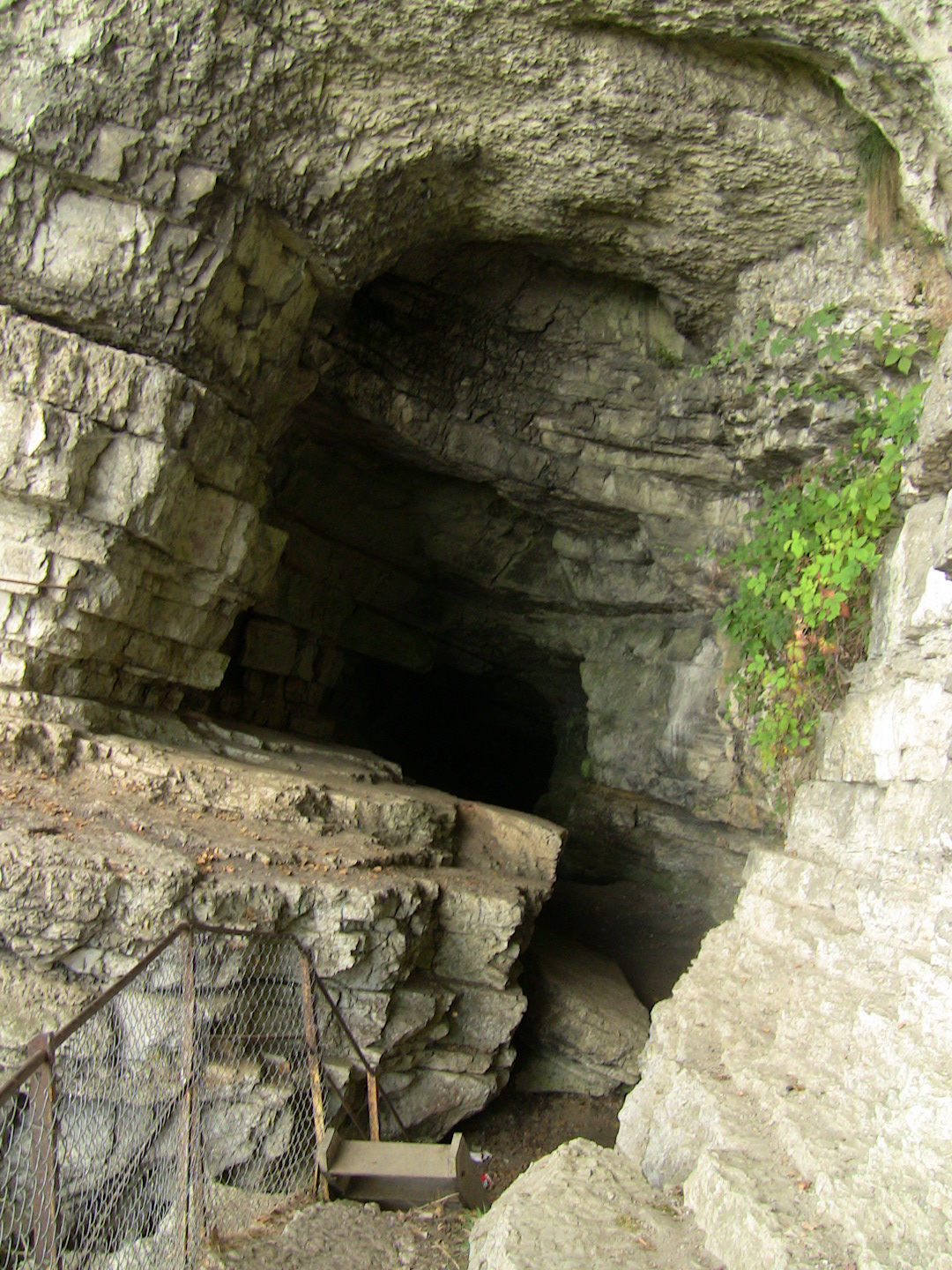
La grotte Saint-Léonard.
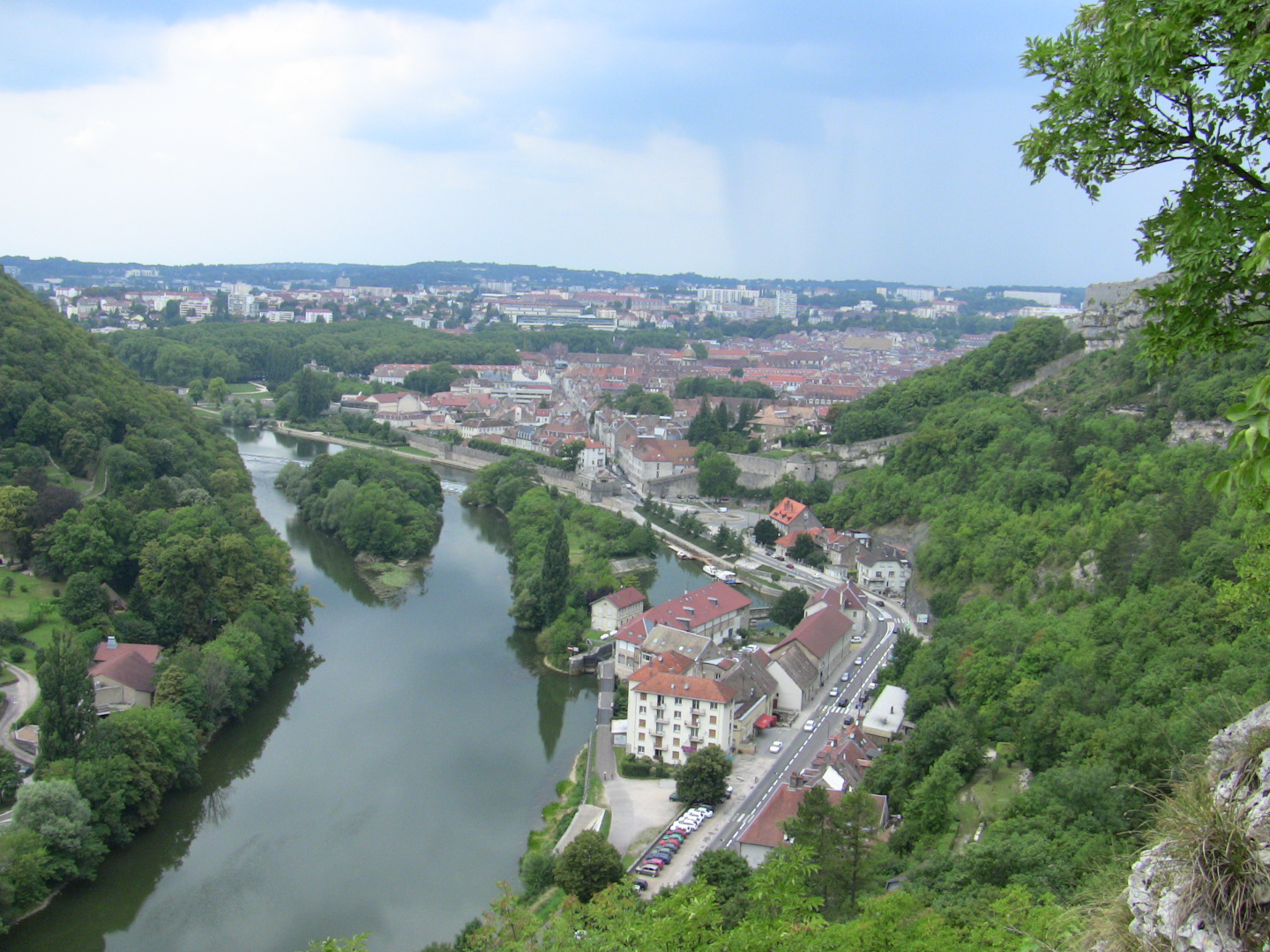
Point de vue sur Tarragnoz.
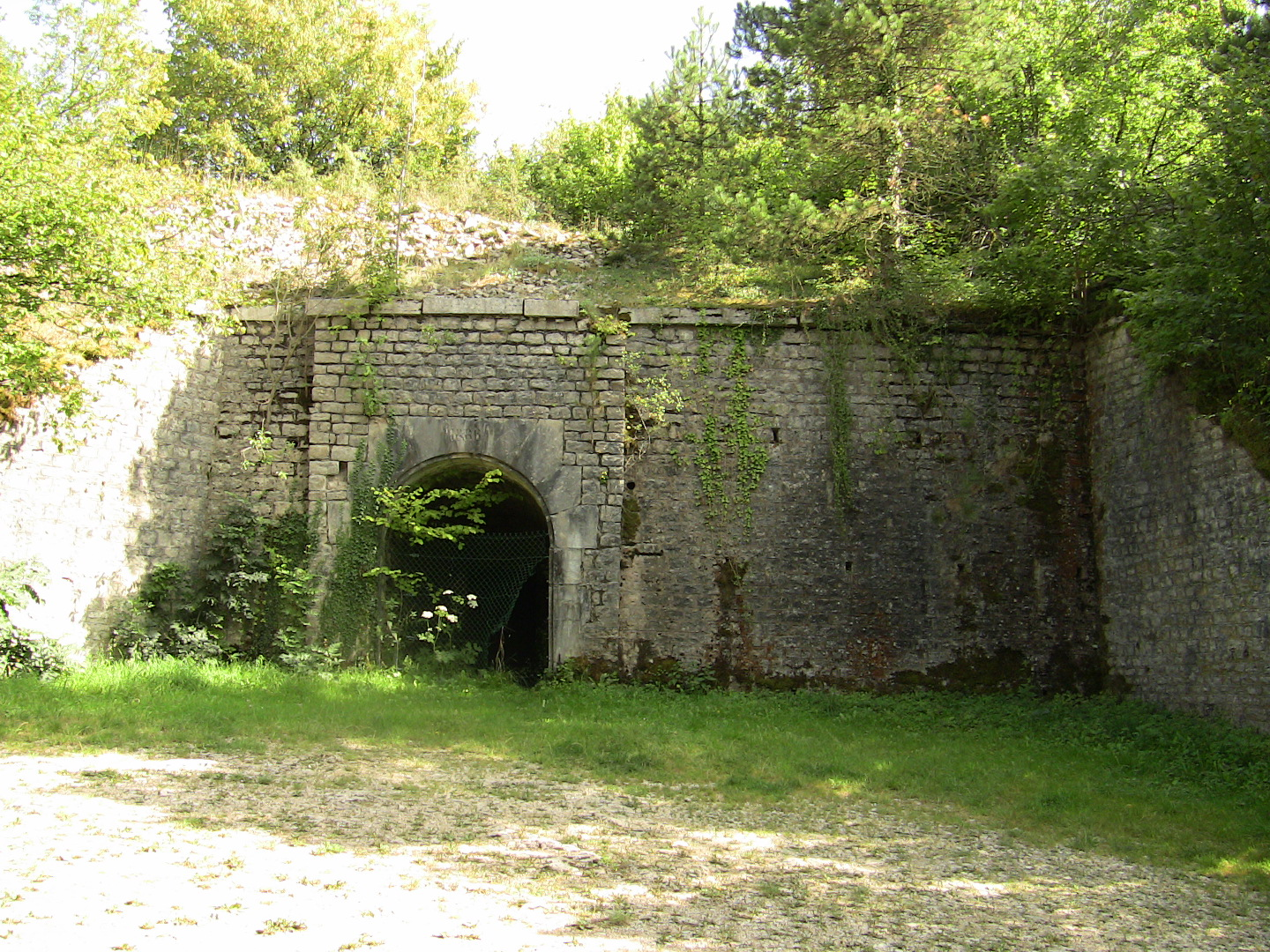
Le magasin à poudre du Fort de l'est des Buis.

### Notre-Dame des Buis

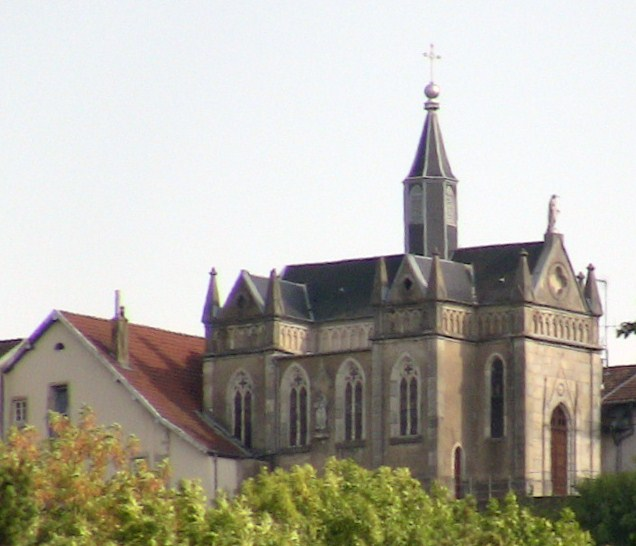
Notre-Dame des Buis.

La chapelle Notre-Dame des Buis est l'une des plus belles chapelles de la ville. Un ermitage datant du XIIIe siècle est attesté, avant que la chapelle actuelle ne le remplace à une date inconnue, mais certainement entre le XVIIe siècle et le XIXe siècle. Après que la chapelle actuelle fut construite, elle fut détériorée en 1815, et restaurée puis agrandie en 1865. Un riche mobilier compose l'intérieur de l'édifice, notamment un orgue ainsi que des statues.

### Notre-Dame de la Libération
L'Église de Notre-Dame de la Libération est un lieu de culte chrétien édifié au sein d'un ancien fort surplombant à près de 500 mètres d'altitude la ville de Besançon (Doubs). Le monument fut consacré au lendemain de la Seconde Guerre mondiale par Mgr Dubourg, ce dernier voulant bâtir un édifice si la capitale comtoise n'était pas ravagée par les bombardements. Par la suite, des plaques commémoratives tapissant les murs de l'édifice et rendant hommage aux diocésains ainsi qu'à l'ensemble des bisontins morts pendant la Seconde Guerre mondiale furent ajoutées, de même qu'une statue monumentale de sept mètres de haut.

### Fort des Buis (est et ouest)
Article détaillé : Forts de l'Est et de l'Ouest des Buis
Le fort de l’est des Buis (officiellement fort Montbarrey), appelé populairement fort des Buis-est  est un édifice militaire construit entre 1870 et 1871 à l'est de la Chapelle des Buis pour défendre l'est de la ville de Besançon et ses environs. Ce petit édifice comprenait quatre traverses ainsi que cinq plateformes d'artilleries. À partir du début du XXe siècle, le bâtiment est peu à peu délaissé avant d'être complètement abandonné à partir des années 1930. Le site a été vendu au Diocèse de Besançon pour y construire le Monument de la Libération. Seuls la poudrière et les fossés de l'ancien fort sont encore visibles.
Le Fort de l'ouest des Buis (fort Michaud), à l'ouest du hameau, est accessible par un chemin parcourant la crête des Buis ou par le chemin stratégique en contrebas. Outre les vestiges du fort, on apercevra le soubassement du hangar d'artillerie et, au bord du chemin stratégique, l'entrée du magasin à poudre.
Deux redoutes plus proches de la Citadelle sont également visibles : les lunettes de Trois-Châtels et de Tousey. La conception de ces lunettes, construites à partir de 1791, est due au bisontin Jean Le Michaud d'Arçon.

### Grottes Saint-Léonard, Grotte Supérieure et Grotte Inférieure
À mi-chemin entre la citadelle et la crête des Buis, à cinq cents mètres de la route se trouvent deux excavations en haut de la falaise qui domine la voie ferrée, la route de Morre, le Doubs et les près de Vaux. La grotte inférieure fermée au public depuis 1995 abrite plusieurs colonies de chauves-souris. La grotte supérieure s'enfonce sous le plateau en pente douce sur 110 mètres en un long couloir à sec conique qui se termine par une chatière en-glaisée. L’évent de vingt mètres est rendu accessible par un escalier métallique.

## Colline, forêt et mont Saint-Étienne
La colline de Saint-Étienne doit son nom à la cathédrale éponyme qui y fut construite vers le IIIe siècle avant d'être détruite pour laisser place à la citadelle de Vauban. La colline est située sur les quartiers de La Boucle, de Saint Jean, de la Chapelle des Buis et de Tarragnoz à Besançon ainsi que sur les communes de Morre, de La Vèze et de Fontain.